# Soldiers of Odin
Soldiers of Odin (SOO) er en international anti-invandrer selvtægtsgruppe, der blev grundlagt i Kemi, Finland, som en reaktion på flygtningekrisen i Europa i 2015,  og nåede også til Danmark.

## Historie
Soldiers of Odin blev grundlagt i oktober 2015 i den nordfinske by Kemi, som befinder sig på en flygtningerute fra Sverige), som reaktion på et nærmest tidoblet antal af indvandrere i Finland i kølvandet på flygtningekrisen i Europa i 2015.
Gruppens leder og grundlægger Mika Ranta, er en selverklæret nynazist og medlem af den finske modstandsbevægelse. og har forbindelser til den højreekstremistiske Nordiske modstandsbevægelse og en straffedom der stammer fra et racistisk motiveret overfald i 2005.
Soldiers of Odin giver selv udtryk for et ønske om at forbedre folkets tryghed, hvis nødvendigt, ved at tage affære og ty til vold i truende situationer og ved at rapportere hændelser til politiet. Deres angivne formål er at beskytte folk, specielt kvinder, fra kriminelle indvandrere, men også "at hjælpe enhver uanset etnisk baggrund”. Soldiers of Odin har nægtet at være en racistisk eller nynazistisk gruppe i interviews og på deres offentlige Facebook side.
Ifølge Yleisradio er der en hemmelig Facebook-side for udvalgte medlemmer fra Soldiers of Odin, hvor racisme og nazisympati er meget udbredt mellem de mest velstående medlemmer. Gruppens handlinger har skabt bekymringer omkring anti-indvandrings selvtægt.

## Opdigtet anklage
Den 15. marts 2016 offentliggjorde Soldiers of Odin på deres Facebook-side at de havde blandet sig i en situation, hvor to mindreårige piger blev udsat af sexchikane af to flygtninge, hvor en lokal dame havde ringet til politiet for at arrestere flygtningene, hvorefter politiet havde takket Soldiers of Odin. Yderligere undersøgelse den 16. marts 2016 afslørede at hverken politiet eller tilskuere havde noget kendskab til begivenheden. Den 16. marts indrømmede Soldiers of Odin at en af deres medlemmer bare havde opdigtet hændelsen.

## Modtagelse

### Finland
Den finske politikommissær Seppo Kolehmainen skabte frustration da han oprindeligt bød selvtægt velkommen. Den finske indenrigsminister, Petteri Orpo, udtalte at: "I Finland er det tjenestemænd som overvåger og passer på ordenen i samfundet. Det er en simpel regel og vi vil holde os til den." Den finske efterretningstjeneste mener at gruppen er foruroligende.
I Finland bliver gruppen ofte forbundet med den russiske propaganda.

### Estland
Den estiske statsminister Taavi Roivas sagde: “I Republikken Estland er lov og orden håndhævet af det estiske politi. Selvudråbte selvtægtsbander øger ikke det estiske folks tryghed på nogen som helst måde; snarere det stik modsatte.”

### Danmark
I Danmark udtalte tidligere justitsminister Søren Pind at "denne form for selvtægtslignende adfærd tjener ikke noget. Tværtimod vil det føre til, at bekymringer vokser, og konflikter eskalerer".